# Titularbistum Phaselis
Phaselis ist ein Titularbistum der römisch-katholischen Kirche.
Es geht zurück auf ein früheres Bistum der antiken Stadt Phaselis in der kleinasiatischen Landschaft Lykien im Südwesten der heutigen Türkei, das der Kirchenprovinz Myra angehörte.
| Titularbischöfe von Phaselis |                             |                                    |               |               |
| Nr.                          | Name                        | Amt                                | von           | bis           |
| 1                            | José Candida Piñol y Batres | Altbischof von Granada (Nicaragua) | 10. Juli 1915 | 27. Juli 1970 |